# Rómulo Rozo
Rómulo Rozo Peña (13. ledna 1899 Bogotá, Kolumbie – 17. srpna 1964 Mérida, Yucatán, Mexiko) byl mexický sochař kolumbijského původu.

## Život
Dlouhou část svého života prožil v Mexiku. Byl dvakrát ženatý a to poprvé v Československu, během svého pobytu v Evropě s Annou Kraussovou, kterou poznal v Paříži a se kterou měl tři děti: Rómula, Glorii a Leticii. Podruhé se oženil s Yucatánkou Manuelou Verovou, se kterou měl dvě děti: Marca Antonia a Glorii Antonii.